# Algarrobo (Málaga)
Algarrobo es un municipio español de la provincia de Málaga, comunidad autónoma de  Andalucía. Limita al norte con el municipio de Arenas y Sayalonga, al este y oeste con Vélez-Málaga y al sur con el mar Mediterráneo.
| Noroeste: Arenas       | Norte: Arenas         | Noreste: Sayalonga                       |
| Oeste: Vélez-Málaga    |                       | Este: Sayalonga y Vélez-Málaga (exclave) |
| Suroeste: Vélez-Málaga | Sur: Mar Mediterráneo | Sureste: Vélez-Málaga (exclave)          |

Tiene una población de 6909 habitantes (INE 2024). Su extensión superficial es de 9,73 km² y tiene una densidad de 627,23 hab/km². Sus coordenadas geográficas son 36°46′N, 4°2′O. Se encuentra situada a una altitud de 86 metros y a 39 kilómetros de la capital de provincia, Málaga.
El relieve del territorio está caracterizado por la costa del Sol oriental y el llamado macizo de Vélez, una orografía de lomas, cerros de mediana altura, valles y vaguadas, muy propio de La Axarquía. La altitud máxima del municipio es de unos 400 metros. 
El núcleo principal de población es Algarrobo, pueblo de arquitectura árabe situado a 3,5 kilómetros de la costa. Otras poblaciones del municipio son Algarrobo Costa, Mezquitilla y Trayamar.

## Historia
Sus orígenes se remontan con toda probabilidad al Paleolítico, si bien el primer poblado prehistórico documentado es de la Edad del Cobre. Las necrópolis fenicia de Trayamar y los restos encontrados en el Morro de Mezquitilla han sido catalogados por los profesores alemanes Schubart y Niemeyer como uno de los restos fenicios más importantes de los existentes en Occidente. 
La entrada de los árabes en la península ibérica supuso un resurgimiento cuando bereberes procedentes de Argel fundaron el pueblo de Algarrobo más al interior e introdujeron cultivos como la pasa o la almendra y pequeñas industrias de confección de seda. En 1487, al tomar las tropas cristianas la ciudad de Vélez Málaga y la fortaleza de Bentomiz, Algarrobo pasó a la corona de Castilla. En 1492 las poblaciones de Salares, Algarrobo y Benescalera son de señorío, concediéndose a los hijos de Pedro Enríquez de Quiñones, adelantado mayor de Andalucía.

## Geografía humana

### Demografía
Cuenta con una población de 6909 habitantes (INE 2024).
| Gráfica de evolución demográfica de Algarrobo entre 1842 y 2021                                                       |
| |
| Población de derecho según los censos de población del INE. Población de hecho según los censos de población del INE. |

### Economía

#### Evolución de la deuda viva municipal
| Gráfica de evolución de Deuda viva del Ayuntamiento de Algarrobo entre 2008 y 2020                                   |
| |
| Deuda viva del Ayuntamiento de Algarrobo en miles de euros según datos del Ministerio de Hacienda y Función Pública. |

## Política y administración
La administración política del municipio se realiza a través de un Ayuntamiento de gestión democrática cuyos componentes se eligen cada cuatro años por sufragio universal. El censo electoral está compuesto por todos los residentes empadronados en Algarrobo mayores de 18 años y nacionales de España y de los restantes Estados miembros de la Unión Europea. Según lo dispuesto en la Ley del Régimen Electoral General, que establece el número de concejales elegibles en función de la población del municipio, la Corporación municipal de Algarrobo está formada por 13 concejales.

### Resultado de las elecciones municipales de 2023
| Candidatura     | Candidatura                              | Votos | %                               | Concejales                      |
| --------------- | ---------------------------------------- | ----- | ------------------------------- | ------------------------------- |
|                 | Partido Popular (PP)                     | 1516  | 47,21                           | 7                               |
|                 | Partido Socialista Obrero Español (PSOE) | 771   | 24,01                           | 3                               |
|                 | Por Mi Pueblo (PMP)                      | 686   | 21,36                           | 3                               |
|                 | Vox                                      | 214   | 6,66                            | 0                               |
| Votos en blanco | Votos en blanco                          | 24    | 0,76                            | n/a                             |
| Votos válidos   | Votos válidos                            | 3211  | 100                             | 13                              |
| Votos nulos     | Votos nulos                              | 36    | Participación: \| \| 65.02 % \| | Participación: \| \| 65.02 % \| |
| Votantes        | Votantes                                 | 3247  | Participación: \| \| 65.02 % \| | Participación: \| \| 65.02 % \| |
| Electores       | Electores                                | 4994  | Participación: \| \| 65.02 % \| | Participación: \| \| 65.02 % \| |
|                 | 65.02 %                                  |       |                                 |                                 |

Anexo:Elecciones municipales en Algarrobo
| Periodo   | Nombre                | Partido                 |
| --------- | --------------------- | ----------------------- |
| 1979-1983 | Enrique Pérez Ramos   | UCD                     |
| 1983-1987 | Enrique Rojas de Haro | PSOE-A                  |
| 1987-1991 | Enrique Rojas de Haro | PSOE-A                  |
| 1991-1995 | Enrique Rojas de Haro | PSOE-A                  |
| 1995-1999 | Enrique Rojas de Haro | PSOE-A                  |
| 1999-2003 | Enrique Rojas de Haro | PSOE-A                  |
| 2003-2007 | Enrique Rojas de Haro | PSOE-A                  |
| 2007-2011 | Natacha Rivas Campos  | PA-PP                   |
| 2011-2015 | Natacha Rivas Campos  | PA-PP(Desde 15-07-2013) |
| 2015-2019 | Alberto Pérez Gil     | PSOE-A                  |
| 2019-2023 | Alberto Pérez Gil     | PSOE-A                  |
| 2023-act. | Natacha Rivas Campos  | PP                      |

## Monumentos
- Iglesia de Santa Ana, siglo XVI.

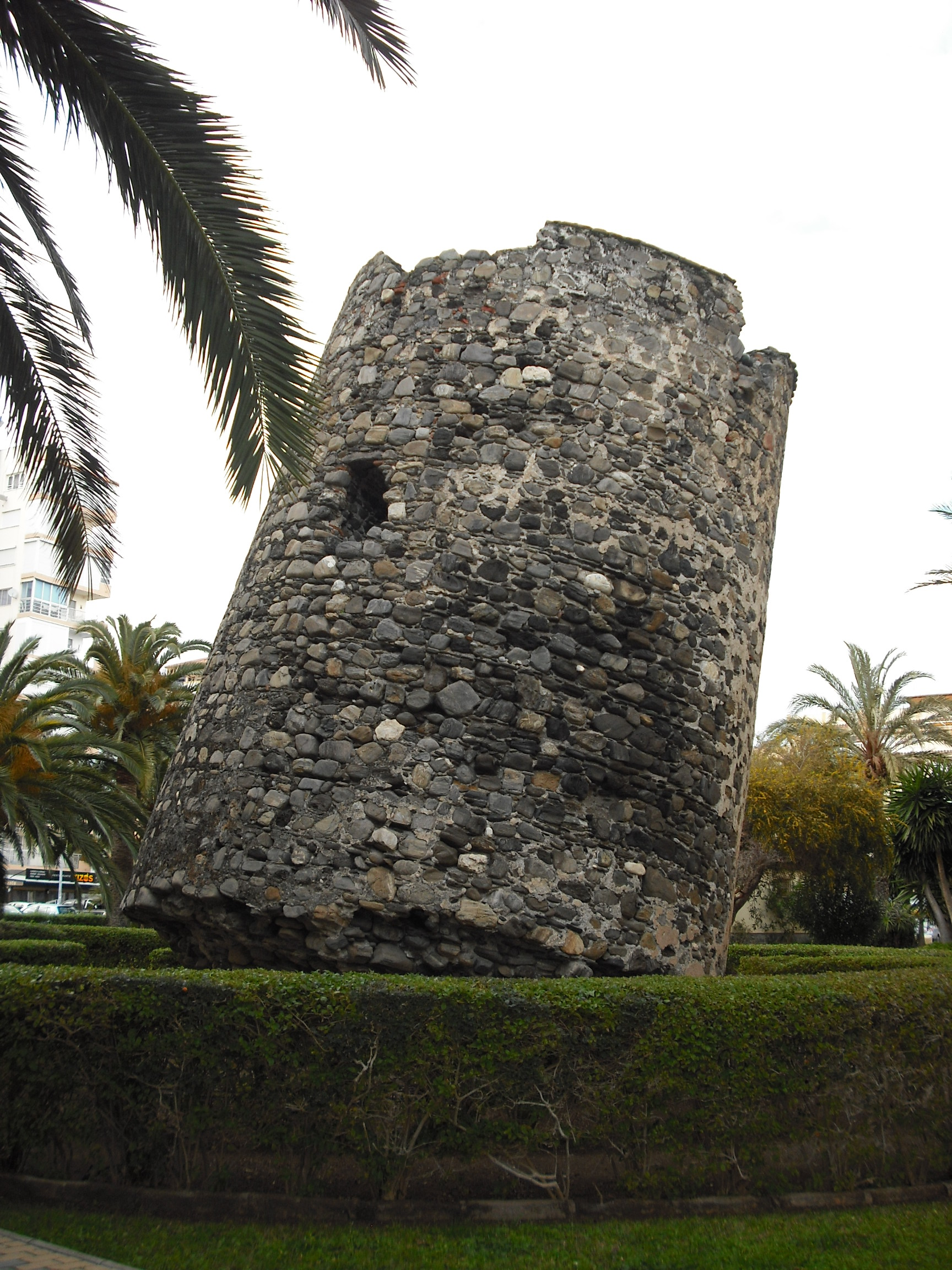
Torre Ladeada o del Portichuelo.

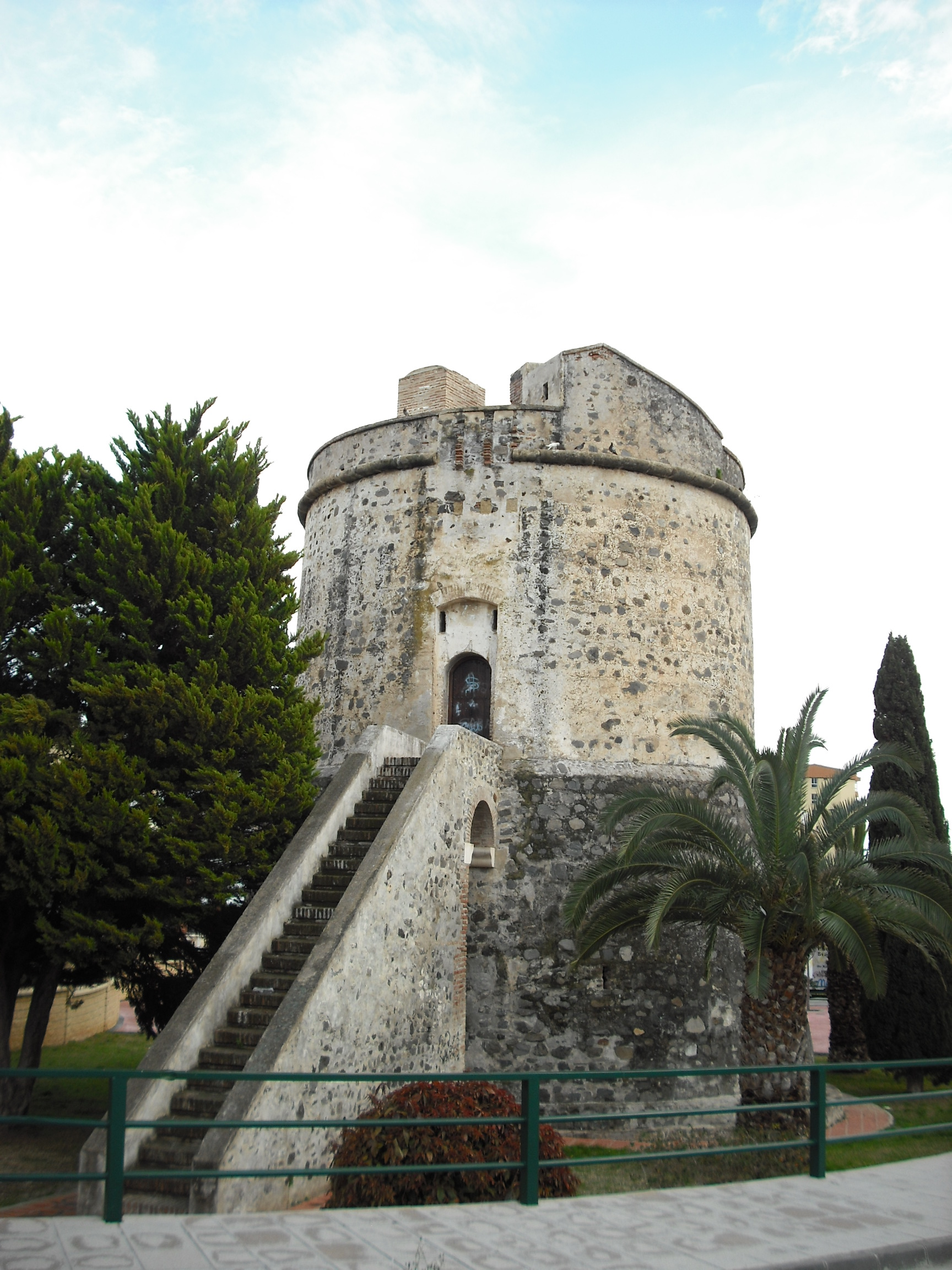
Torre Derecha o Torre Nueva

- Ermita de San Sebastián, databa del siglo XVII o siglo XVII. En 1976 hubo de ser reconstruida a imagen de la anterior, por el peligro de derrumbe que presentaba.
- Ermita de Las Angustias, ubicada en la salida de Algarrobo Norte. A pesar de no ser una joya arquitectónica, en el municipio es muy querida, y todas las novias del pueblo van a llevar su ramo de flores allí.
- Torres almenaras: Torre Ladeada o Torre del Portichuelo (siglo XVI) y Torre Derecha o Torre Nueva (1755),[6] ambas se encuentran en Algarrobo Costa.

## Fiestas
- Patrón, San Sebastián: el 20 de enero. Se festeja durante todo el día con bailes, comida y atracciones para los más pequeños. Cuando llega la noche se produce el traslado de San Sebastián desde la iglesia de Santa Ana hasta la ermita de San Sebastián, acompañado por la banda municipal del pueblo e iluminado por ruedas y fuegos artificiales.
- Semana Santa: marzo o abril, según coincida la primera luna llena de la primavera.
- Feria: primera semana de agosto (jueves, viernes, sábado y domingo).
- Semana Cultural: semana que coincide con el aniversario del fallecimiento de Cervantes, y en la que se celebra el día del Libro y la Cultura.
- Quema de Algarrobo: recreación de un episodio de la Guerra de la Independencia ocurrido entre el 23 y 24 de septiembre de 1811. Se celebra normalmente el tercer fin de semana de septiembre
- Oktoberfest de Algarrobo

## Gastronomía
Este municipio de la provincia de Málaga cuenta con numerosos cultivos tropicales (aguacates, chirimoyas, mangos, papayas, etc.) y de cultivos de invernaderos, los cuales forman parte de la riqueza gastronómica de este pueblo. Algarrobo está situado entre el mar y la montaña, por lo que podemos encontrar en su gastronomía una gran variedad de alimentos como tomates, fresones, boquerones, sardinas, chopos, almendras, pasas, higos, etc. Y entre sus productos típicos el vino y las tortas de Algarrobo, muy apreciadas en toda la provincia.
En su gastronomía, cabe destacar:
- Ajoblanco: el ajoblanco es una receta tradicional de la cultura andalusí. Se trata de una sopa fría que, según la receta popular, se elabora con almendras crudas, ajo, miga de pan, aceite de oliva virgen extra, vinagre y sal. Se remoja la miga con agua y se tritura junto con las almendras sin piel, el aceite, el vinagre, la sal y un poco de agua hasta conseguir una crema fina que, posteriormente, se diluye con agua fría. Se sirve en cuencos y no lleva hielo. Aunque existe la moda de incorporar trozos de melón, el ajoblanco se toma con uvas moscatel.

- Espetos de sardinas: se prepara en la playa a base de varias sardinas ensartadas por una caña y asadas en las brasas de pequeñas hogueras.

- Gazpacho en salpicón: es un gazpacho parecido al andaluz pero sin triturar todo picadito muy chico. Se prepara en frío a base de ajo, miga de pan, aceite, agua, vinagre, tomate y sal, con o sin pimiento y pepino.

- Higos: frescos o secos.

- Tortas de aceite: repostería.

También encontramos: cazuela de pescado con arroz, choto en salsa, potaje algarrobeño y potaje de hinojos.

## Ciudades hermanadas
Angaco, República Argentina.
San Martín, República Argentina.

## Personas destacadas
- Enrique Ramos Ramos